# Луговцов Максим Власович
Максим Власович Луговцов (30 квітня (11 травня) 1885, Юзівка — 7 червня 1956, Київ) — український радянський вчений-металург, академік АН УРСР (з 1939 року), заслужений діяч науки УРСР (з 1945 року), засновник і перший директор Інституту чорної металургії.

## Біографія
Народився 30 квітня (11 травня) 1885 року в місті Юзівці (нині Донецьк). Його
батько — Влас Степанович — був працівником доменного цеху Юзівського металургійного заводу, а мати — домогосподаркою. Сім'я жила в постійній нужді і тому, закінчивши в 1898 році однокласну заводську школу, Максим Власович поступив працювати лаборантом і помічником металографії в хімічну лабораторію заводу. В лабораторії він вивчав хімію, фізику, металургію, англійську мову і готувався до іспитів на атестат зрілості.
Першим винаходом лаборанта-самоучки був сконструйований ним шліфувально-полірувальний верстак. У 1909 році він екстерном склав іспити за реальне училище і вступив в Катеринославський гірничий інститут, який він закінчив без відриву від виробництва в 1916 році, отримавши звання гірського інженера з металургійної (доменної) спеціальності, і був прийнятий змінним інженером в доменний цех Єнакієвського металургійного заводу. На час закінчення інституту Максим Власович мав 18-річний досвід виробничої та дослідницької діяльності в гірничо-металургійній промисловості. За 1909—1916 роки він взяв участь в виконанні близько 30 розробок по поліпшенню технології виплавки чавуну, реконструкції доменних і коксових печей з уловлюванням побічних продуктів, визначення вмісту пилу в колошникових газах, встановлення нерівномірності потоку дуття через фурми,
збагачення магнетитових кварцитів, спікання порошкоподібних залізовмісних матеріалів. У ці роки Максим Власович працює разом з доменщиками М. Курако та І. Бардіним, у яких він багато чому навчився. Енергійна, цілеспрямована робота і навчання дозволили М. В. Луговцова вже до моменту закінчення КГІ стати висококваліфікованим фахівцем гірничо-металургійної промисловості, набути досвіду дослідження, проектування та освоєння металургійних агрегатів.
У 1917 році М. В. Луговцов призначається заступником головного інженера заводів і рудників Єнакіївського металургійного комбінату. У важких умовах розрухи громадянської війни
колектив доменників Єнакіївського комбінату, очолюваного І. П. Бардіним і М. В. Луговцовим, підтримував хід доменної печі № 6 заводу, єдиною працюючою печі на півдні Росії, стримуючи падіння виробництва. В кінці 1919 року, коли завод зовсім припинив
роботу, Максим Власович повертається в Юзівку, де працює завідувачем паровими котлами доменного цеху Юзівського металургійного заводу. У 1921 році він призначається головним інженером колишніх Юзовський заводів і копалень. В умовах застосування застарілого металургійного устаткування, зруйнованого залізничного транспорту та енергетичного голоду необхідно було врятувати шахти від затоплення, забезпечити видобуток вугілля, відновити цехи заводу і, в першу чергу, ввести в дію доменні печі. Це завдання і було доручено М. В. Луговцову. Максим Власович взявся за цю справу. У 1921 році став до ладу коксохімічний завод, була задута доменна піч № 2. Україна дала перший радянський чавун. До кінця року домна № 2 дала близько 2 мільйонів пудів чавуну. До 1923 року вже працювали доменні печі № 4 і № 1, прокатний та інші цехи. Максима Власовича
працівники заводу звали «доменний доктор». Він безпомилково встановлював неполадки в роботі доменних печей і знав, як їх ліквідувати. М. В. Луговцов керував Сталінським металургійним заводом до 1925 року.
У 1925 році Максим Власович був призначений головним інженером Макіївського металургійного комбінату, до складу якого у той час входили металургійний, коксохімічний, труболиварний, карбідний заводи, вугільні копальні, де він займався відновленням
і реконструкцією заводів, цехів і вугільних шахт. Під керівництвом М. В. Луговцова і при його безпосередній участі був розроблений проект реконструкції металургійного заводу і будівництво нової механізованої доменної печі № 4, найбільшої в той час за обсягом і продуктивності в СРСР. Перебуваючи у складі Урядової комісії Головметалу в США, Максим Власович підібрав найкращі зразки металургійного обладнання для реконструкції Макіївського металургійного заводу, які стали типовими для багатьох підприємств. Після повернення з США він продовжує роботу з будівництва ДП-4, яка була задута 28 травня 1928 року, а в блоці з нею вже будувалася доменна піч № 5. Доменна піч № 5 Макіївського заводу — перша піч в СРСР, повністю побудована по вітчизняному проекту Гіпромезу, стала прототипом для першого типового проекту
доменних печей об'ємом 930 м. Куратором її проекту, будівництва і освоєння був призначений М. В. Луговцов. Під його керівництвом і при особистій участі проведено повну реконструкція заводу. Технічно відсталий, малопотужний і нерентабельний завод за п'ять років, до 1930 року, перетворився у велике металургійне підприємство з сучасним обладнанням та
значною продуктивністю, що спричинило за собою розвиток економіки всього Макіївського району. Макіївський металургійний завод імені Кірова став лідером металургійної галузі країни, в чому
складається велика заслуга Максима Власовича Луговцова.
За період з 1917 по 1930 рік Максим Власович виконав близько 100 наукових робіт, особливістю яких є багатогранність і науково-технічна цілеспрямованість. Серед робіт цього періоду: створення безперервного виробництва феромарганцю на кислих шлаках з використанням доломіту, реконструкція мартенівських печей з садком 45 т на садку 75 т, будівництво найбільшої в СРСР мартенівської печі з садком 90 т, створення вперше в СРСР розливання сталі роздвоєним жолобом на два ковша, впровадження вперше в СРСР ребристих кріплень мартенівських печей і похилих задніх стінок, розробка методів розрахунку кріплення пня і горна потужної доменної печі, відновлення і задування декількох доменних печей, розробка системи кладки шахти доменних печей, проектування і створення холодильних кронштейнів для підвищення стійкості кладки шахт доменних печей і тривалого збереження профілю (вперше встановлені на ДП-5), будівництво та
експлуатація перших в СРСР розливальних машин для чавуну, будівництво систем пило-, газо- і водоочищення, проектування і будівництво трамвайних ліній, робітничих селищ та інші.
З 1931 по 1937 рік М. В. Луговцов займав відповідальні керівні пости в об'єднанні «Сталь» («Югосталь») в Харкові і продовжував наукові дослідження в області виплавки чавуну на доломітизованних вапняках, в зв'язку з чим була організована розробка кар'єрів і почався видобуток доломітизованних вапняків; прямого відновлення заліза; отримання малосіркового
і малофосфористого чавуну; застосування магнезіальних шлаків для отримання високоякісного чавуну; застосування плавки в доменних печах бокситів з метою отримання глиноземистих шлаків для використання їх як цементів і як сировина для виробництва алюмінію. У ці ж роки він керує будівництвом агломераційної фабрики на Макіївському металургійному заводі, надає допомогу при обстеженні та ліквідації наслідків аварій на доменних печах і, як
він говорив про себе в ті роки:

«Мені доводиться працювати то в Об'єднанні, то на місцях, і переважно на місцях з питань поліпшення експлуатації доменних цехів Півдня, реконструкції доменних печей, надання допомоги у підготовці кадрів для металургійних підприємств, працювати членом урядових приймальних комісій по задування нових доменних печей, керувати усуненням недоліків при задування доменних печей і після них».

У Харкові Максим Власович веде велику громадську роботу, будучи депутатом Міськради та членом президії Наукового інженерно-технічного товариства металургів, які його дуже добре знали, поважали і любили, особливо доменщики-виробничники. У 1935 році за Народному комісаріату важкої промисловості йому оголошено подяку і вручена Почесна грамота ЦВК СРСР.
У липні 1937 року Максим Власович призначається керівником доменної групи Українського науково-дослідного інституту металів (УкрНДІМет) у Харкові. З цього часу починається період науково-дослідної діяльності М. В. Луговцова. В лютому 1939 року він обирається академіком Академії наук УРСР і членом технічної ради Народного комісаріату чорної металургії
СРСР. В кінці 1939 року Президія АН УРСР доручила М. В. Луговцову організацію Інституту чорної металургії і на черговій сесії він був обраний директором цього інституту, в якому Максим Власович продовжував розвивати свої наукові ідеї періоду своєї виробничої та організаційної діяльності у чорній металургії, завідуючи доменним відділом. Однією з основних наукових тем, над якою працював М. В. Луговцов, є проблема розвитку металургійного виробництва на базі
керченських руд. Він виконав ряд досліджень по використанню руд Керченського родовища, виробництва і застосування офлюсованного агломерату, який містив значно меншу
кількість арсену (0,02—0,03%), ніж звичайний агломерат (0,08—0,09%). Ряд наукових розробок Максима Власовича присвячені дослідженню можливості використання магнезіальних шлаків у доменному процесі. Результатом цих робіт було, з одного боку, розвиток виробництва високоякісних малосірчистих і малофосфорістих чавунів, а з іншого — підвищення якості чавуну, який йде на отримання конвертерної сталі. Впровадження технології виплавки такого чавуну в виробництво в багато разів збільшило забезпечення ним сталеплавильних цехів спеціального призначення. За цю роботу М. В. Луговцову була присуджена премія імені Чернова. На Криворізькому і Керченському металургійних заводах були проведені досвідчені доменні плавки на магнезіальних шлаках бесемерівських і томасівських чавунів, при цьому якість металу покращилася, а продуктивність печей зросла. Під керівництвом Максима Власовича виконаний цикл досліджень,
спрямованих на інтенсифікацію доменної плавки шляхом збагачення дуття киснем. Для дослідження цих процесів у промислових умовах на Ново-Тульському металургійному заводі була споруджена
доменна піч, на якій проводились дослыджувальны доменні плавки. Фундаментальна теоретична робота Максима Власовича присвячена розробці статистичної теорії доменного процесу. У цій роботі він встановив кілька аналітичних залежностей між шістьма основними параметрами, що характеризують стан
доменного процесу, використавши теорію теплового потоку, методи геометрії, механіки і фізичної хімії. Статистична теорія доменного процесу, розвинена М. В. Луговцовим, дає можливість
отримувати кількісні результати, які є основою для раціональних практичних заходів, що абезпечують підвищення інтенсифікації доменного процесу. При зіставленні з експериментальними даними ці результати підтвердили справедливість розвинених М. В. Луговцовим загальних теоретичних
положень. Плідна наукова робота Максима Власовича, об'єднана з активною участю в практичній роботі
металургійних підприємств, була відзначена Президією Верховної Ради СРСР — у 1939 році М. В. Луговцова нагородили орденом Трудового Червоного Прапора.
Інститут чорної металургії тільки почав розгортати роботу в Харкові, як почалася радянсько-німецька війна. У вересні 1941 року інститут разом з іншими організаціями Академії наук УРСР був евакуйований до Уфи, а через кілька місяців — до Свердловська для роботи на базі лабораторій Уральської філії Академії наук СРСР. В період війни Максим Власович працював в комісії Академії наук УРСР по мобілізації ресурсів Уралу, Західного Сибіру та Казахстану на потреби оборони. Він керував роботою експедицій в Західний Сибір і Гірську Шорію, які вивчали можливості
використання руд місцевих родовищ для заводів Західного Сибіру, а також займався питаннями підвищення стійкості конструкцій доменних печей на Кузнецькому металургійному заводі в умовах плавки залізних руд місцевих родовищ, що містять цинк. Під
час війни бригада співробітників ІЧМ під керівництвом М. В. Луговцова визначила сировинну базу і розробила завдання на будівництво Узбецького металургійного заводу. У 1944 році Інститут чорної металургії повертається в
відвойований Київ. У 1945 році Максим Власович був нагороджений
медаллю медаллю «За доблесну працю у Великій Вітчизняній війні 1941—1945 рр.», орденом Червоної Зірки, орденом Леніна, йому присуджується звання «Заслуженого діяча науки і техніки УРСР».
У відвойованій Макіївці 21 липня 1944 року дала перший повоєнний чавун доменна
піч № 2 Макіївського металургійного заводу. Про цю подію нагадувала Максиму Власович статуя робітника, що стояла в його кабінеті, з написом:

«Після звільнення рідного Донбасу. Перший чавун відновленої доменної печі № 2 ім. Кірова, місто Макіївка, 21 липня 1944 року. Найстарішому металургу, видатному доменщику-онструктору — будівельнику макіївських доменних печей. Академіку М. В. Луговцову».

У 1946 році за ініціативою М. В. Луговцова починає видаватися збірник наукових праць Інституту чорної металургії. Перший випуск збірника відкриває стаття відповідального редактора збірника, і ця важлива традиція зберігається в ІЧМ і сьогодні.
У 1948 році М. В. Луговцова після успішного захисту докторської дисертації присуджується вчений ступінь доктора технічних наук. Він нагороджується медаллю «За відбудову вугільних шахт Донбасу» і орденом «Знак Пошани».
У 1952—1955 роках шляхом лабораторних досліджень під керівництвом М. В. Луговцова була вирішена проблема використання пухких вапняків Кримського півострова для офлюсування керченських залізних руд. Результати досліджень показали доцільність промислового використання пухких вапняків Іванівського кар'єра для виробництва офлюсованного агломерату. Ця найважливіша задача була вирішена колективами Камиш-Бурунського залізорудного комбінату і
металургійним заводом «Азовсталь» за допомогою наукових колективів Інституту чорної металургії АН УРСР, Українського науково-дослідного інституту металів і Жданівського металургійного інституту.
Багаторічна робота М. В. Луговцова по витяганню миш'яку з керченських руд успішно завершилася в 1952—1956 роки. Лабораторні дослідження, проведені науковим співробітником Е. П. Беляковою під керівництвом Максима Власовича, показали, що при збагаченні і подальшому спіканні тонких концентратів з добавкою флюсу основна кількість миш'яку витягується у вигляді летючих сполук. В
офлюсованому агломераті вміст миш'яку може бути знижено з 0,12% в сирій руді до 0,02—0,03% в агломераті.
Під керівництвом Максима Власовича в Інституті чорної металургії працювали такі відомі вчені, як Наталія Олександрівна Воронова, яка проводила експерименти з виробництва високоякісного чавуну шляхом продувки його киснем; академік АН УРСР Микола Миколайович Доброхотов (завідувач сталеплавильним відділом), що проводив дослідження з
раціоналізації сталеплавильних процесів; співробітники ливарної лабораторії член-кореспондент АН УРСР Василь Юхимович Васильєв і доктор технічних наук Костянтин Ілліч Ващенко, які проводили
дослідження процесу виробництва високоякісних модифікованих чавунів; член-кореспондент АН УРСР Іван Микитович Францевич (завідувач відділом фізико-хімічних металургійних процесів), який проводив дослідження, спрямовані на розвиток порошкової металургії, і багато інших наукових
співробітники.
Важливим завданням, яке ставив М. В. Луговцов перед вченими Інституту чорної металургії, була співпраця вчених і виробничників, впровадження на металургійних підприємствах наукових розробок інституту при безпосередній участі вчених. Свої знання і досвід Максим Власович передавав молодому поколінню Під його керівництвом проходили курс аспірантського навчання молоді інженери-металурги Українського науково-дослідного інституту металів у Харкові. Багато його учні захистили
кандидатські дисертації і стали висококваліфікованими фахівцями.

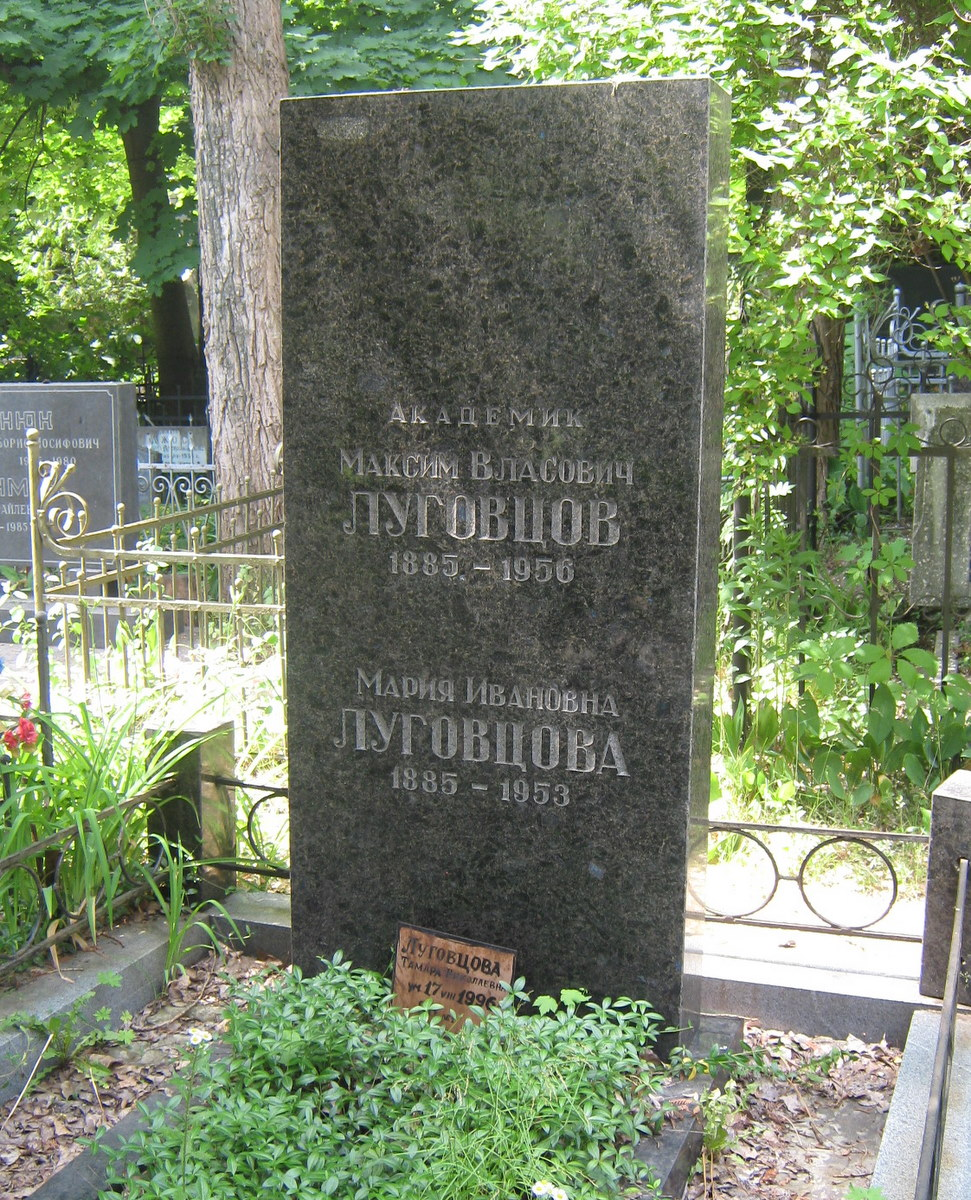
Могила Максима Луговцова

Працюючи в Києві, Максим Власович, як і раніше, брав активну участь у суспільному житті. З 1947 року він тричі обирався депутатом Сталінської Райради Києва, надаючи допомогу
промисловим підприємствам з економічних і соціальних питань, працював головою Українського науково-технічного тосариства металургів. У 1954 році, до дня святкування 300-річчя об'єднання Росії з України, в числі вчених Академії наук УРСР, М. В. Луговцов за багаторічну і бездоганну роботу був нагороджений другим орденом Леніна.
Прагнення до активної діяльності не покидало Максима Власовича до останніх хвилин його життя. Смерть застала його за робочим столом 7 червня 1956 року. На його робочому столі залишилися мікроскоп з шліфом, який він не встиг розглянути, і листи, які він не встиг
підписати. Похований в Києві на Байковому кладовищі.